# Agona (Region Ashanti)
Agona – miasto w regionie Ashanti w Ghanie. Jest stolicą dystryktu Sekyere South.
Przed rokiem 1620 było główną siedzibą ludu Denkyira z grupy Akan.